# Moy Lin-shin
Moy Lin-shin (Guangdong, 1931 – Toronto, 6 giugno 1998) è stato un monaco taoista cinese.
Fu istruttore di Tai Chi e fondatore della Taoist Tai Chi Society.

## Biografia
Disse di essere stato ammesso in un monastero nella sua infanzia a causa di problemi di salute.
Là ha sostenuto di essere addestrato negli insegnamenti della Setta del Cielo Anteriore Wu-chi della scuola Taoista Hua shan e di avere recuperato la salute.
Moy ha detto di aver studiato il lato religioso e filosofico del Taoismo e di avere appreso le arti marziali cinesi.
Prima dell'avvento al potere in Cina del Comunismo Moy si trasferì a Hong Kong intorno al 1948-1949.
Là ha fatto parte dell'istituto di Yuen Yuen, nel distretto di Tsuen Wan nei Nuovi Territori dove avrebbe continuato gli studi ed ottenuto l'ordinazione come monaco Taoista.
L'istituto di Yuen Yuen è stato fondato nel 1950 dai monaci di Sanyuan gong in Canton, provincia di Guangdong, che a sua volta discende da una setta del Taoismo Quanzhen (o Taoismo della Completa Realizzazione).
L'istituto Yuen Yuen è dedicato al taoismo, al buddismo ed al confucianesimo.
Nel 1968 Moy fondò, insieme ad altri Maestri Taoisti (Mui Ming-a e la signora Tang Yuen Mei), l'istituto di Taoismo Fung Loy Kok sui terreni dell'istituto Yuen Yuen.
Oltre ai suoi studi sul Taoismo, Moy Lin-shin ha raccontato di aver imparato una gamma di arti marziali interne fra cui il Tai Chi Chuan, il Lok Hup Ba Fa, lo Hsing I Ch'uan, Baguazhang ed il Qi gong.
Uno degli insegnanti principali di Moy a Hong Kong era Leung Jee-peng (Liang Tzu-peng, o Leung chi pang, 1900-1974), un istruttore in Lok Hup Ba Fa ed altre discipline, a sua volta un allievo di Wu Yi Hui.
Lasciata Hong Kong e la Cina, Moy raggiunse il Canada nel 1970 e cominciò a vivere ed insegnare il wushu in un piccolo studio nel centro di Toronto.
Grazie ad un crescente interesse per le filosofie orientali, ed al successo dei film di arti marziali, riuscì a raccogliere un certo numero di allievi.

## Insegnamenti
Moy ha modificato la forma di Tai Chi Chuan stile Yang, mescolandovi elementi della sua comprensione di altre arti interne, in maniera da semplificare per i suoi allievi l'eventuale apprendimento del Lok Hup Ba Fa in una seconda fase.
Moy ha denominato la sua forma modificata Tai Chi Taoista.
Moy ha dato risalto alla natura non-competitiva del suo stile di istruzione e della forma.
Un insegnante di Tai Chi Taoist deve conformarsi e vivere secondo quelle che Moy ha chiamato "otto virtù celesti": Senso della Vergogna, Onore, Sacrificio, Decenza, Affidabilità, Dedizione, Armonia e Pietà filiale.
In conformità con queste virtù, il Tai Chi Taoista è una forma insegnata e tramandata da volontari.

## Organizzazioni
Per promuovere la comprensione dei fondamenti del Tai Chi Taoista e per favorire un incontro fra le culture orientali ed occidentali, Moy ha contribuito a fondare un certo numero di organizzazioni: inizialmente la Toronto Tai Chi Society, che in seguito ad un'espansione su tutto il territorio canadese, si è trasformata nella Taoist Tai Chi Society del Canada.
Dopo l'espansione negli Stati Uniti e successivamente in Europa, in Nuova Zelanda e in Australia, è stata fondata nel 1990 la International Taoist Tai Chi Society.
Nel 1981 Moy Lin-shin, con Mui Ming-a, ha stabilito in Canada un ramo dell'istituto di Taoismo Fung Loy Kok di Hong Kong, che si è trasformato nel braccio religioso della Taoist Tai Chi Society.
Inizialmente Moy si è concentrato sull'istruzione della forma di Tai Chi Chuan, nel 1988 ha fondato la Gei Pang Lok Hup Academy, dedicata alla memoria del suo insegnante Liang Tzu-peng.
L'Accademia mira ad insegnare arti marziali interne che non siano il Tai Chi, principalmente il Lok Hup Ba Fa.
Dalla morte di Moy Lin-shin le tre organizzazioni che ha fondato si sono amalgamate: l'istituto Fung Loy Kok (che si occupa della pratica dei canti Taoisti) è divenuto l'organizzazione principale mentre la Taoist Tai Chi Society (che si occupa della pratica del Taoist Tai Chi) e la Gei Pang Lok Hup Academy (che si occupa di insegnare Lok Hup Ba Fa ed altre arti interne) sono divenute sue componenti.
A questo modo si è fusa l'amministrazione finanziaria ed organizzativa delle associazioni così si come si è inteso rendere esplicito, da parte degli eredi di Moy Lin-Shin, che le tre attività si dovrebbero praticare congiuntamente per essere complete.
Per accentuare l'enfasi su salute e vitalità è stato fondato nel 1997 vicino a Toronto, a Orangeville il Taoist Tai Chi Health Recovery Center.
Per gli stessi motivi è stato fondato nel 2006 anche il Taoist Cultivation Centre.